# Lady Penelope Creighton-Ward
Lady Penelope Creighton-Ward, Kurzform Lady Penelope, Spitzname Penny oder Lady P, ist ein fiktiver Charakter aus der britischen Marionetten-Science-Fiction-Fernsehserie Thunderbirds von 1965 und war als weibliches Pendant zu James Bond konzipiert. Penny ist als London Agent Geheimagentin für International Rescue, eine geheime internationale Rettungsorganisation. Der Charakter wurde auch in den auf der Serie basierenden Spielfilme Feuervögel startbereit (1966) und Thunderbird 6 (1968) genutzt. Die Stimme stammt von Sylvia Anderson, nach deren Aussehen die Marionette auch konzipiert ist. In dem Film Thunderbirds von 2004 wird der Charakter von Sophia Myles interpretiert.

## Biografie
Lady Penelope wurde am 24. Dezember 1999 geboren, zur Handlungszeit der Fernsehserie im Jahre 2025–2026 ist sie 26 Jahre alt. Sie ist die Tochter des Aristokraten Lord Hugh Creighton-Ward und dessen Ehefrau Amelia. Penny hat zeitweilig mit ihren Eltern in Indien gelebt, wo der Vater eine Teeplantage gemanagt hat, ist aber aufgrund der Klimaunverträglichkeit früh nach Creighton-Ward Mansion zurückgekehrt, wo sie von einer Gouvernante erzogen wurde. Später besuchte sie die Roedean School sowie Schulen in der Schweiz, wo sie neben Deutsch, Französisch und Italienisch auch das Skifahren lernte. Sie beendete ihre Ausbildung in Buckinghamshire.
Da ihr das Leben in der britischen High Society zu langweilig war, diente sie im Geheimdienst Federal Agents Bureau (FAB). Hier lernte sie Jeff Tracy kennen, der anschließend International Rescue (IR) gründete und sie als Agentin anwarb. Parallel trat sie als Supermodel auf.
Bei ihren Einsätzen für IR wird sie als sidekick von ihrem Butler und Chauffeur Aloysius "Nosey" Parker begleitet (sein Aussehen wurde vom Puppenkünstler John Blundall nach dem Vorbild des Comedian Ben Warriss modelliert). Der Cockney sprechende Parker besitzt eine kriminelle Vergangenheit als Einbrecher und Safeknacker, ist aber gegenüber Penny und IR absolut loyal. Seine spezifischen handwerklichen Fähigkeiten sind bei den geheimdienstlichen Aktivitäten Pennys äußerst wertvoll.

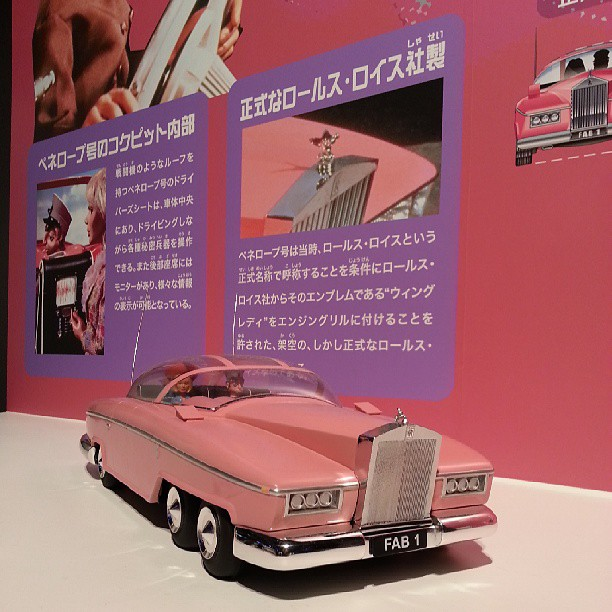
Rolls-Royce FAB 1 (1960s) of Lady Penelope, Thunderbirds Exhibition in Miraikan, Tokyo, 2013

Wichtigstes Einsatzgerät von Penny und Parker ist der FAB 1, ein rosa- bzw. pinkfarbener sechsrädriger Rolls-Royce mit zwei Vorderachsen, kugelsicheren Scheiben, Maschinengewehren, radargestützter Steuerung und Wasserskiern für Einsätze auf Wasserflächen. Penny wohnt in Creighton-Ward Mansion in Foxleyheath, Kent, das 1730 gebaut wurde und auf dem Fundament einer normannischen Burg steht. Das Haus ist mit modernster Kommunikationstechnik ausgestattet, die einen ständigen Kontakt zu IR ermöglicht. Unter dem Haus verläuft ein unterirdischer Fluss, über den Penny im Fall einer Observation durch Dritte das Gebäude verlassen kann.

## Produktionshintergründe
Im Gegensatz zu den meist US-amerikanischen Charakteren der Serie waren Penny und Parker "British to the core". Gerry Anderson über das Verhältnis von Penny zu James Bond:

People say Lady Penelope was a female James Bond but in many ways, James Bond was a male Lady Penelope. I know that a lot of the crew on the early Bond films used to watch the "Thunderbirds", not to steal ideas but simply because they were working on a similar show and they were interested in our work. Obviously, we would go and see the Bond pictures ourselves, so there was bound to be some cross-polliation.

Lady Penelope gilt als der einzige entwickelte Charakter der Serie. Ihre topmodische Bekleidung wurde nach den neuesten Kreationen der Carnaby Street sowie des Modemagazins Vogue designt. Die Episode Lady Pennys Abenteuer (The Perils of Penelope) ist eine Hommage an das US-amerikanische Serial von 1914 The Perils of Pauline; Vorbild für Dutzende Nachfolgeproduktionen.

## Trivia
- In Feuervögel startbereit spielen die Shadows den von ihnen komponierten Instrumentaltitel Lady Penelope.
- Von 1966 bis 1969 erschien in gut 200 Ausgaben die Comic-Serie Lady Penelope.

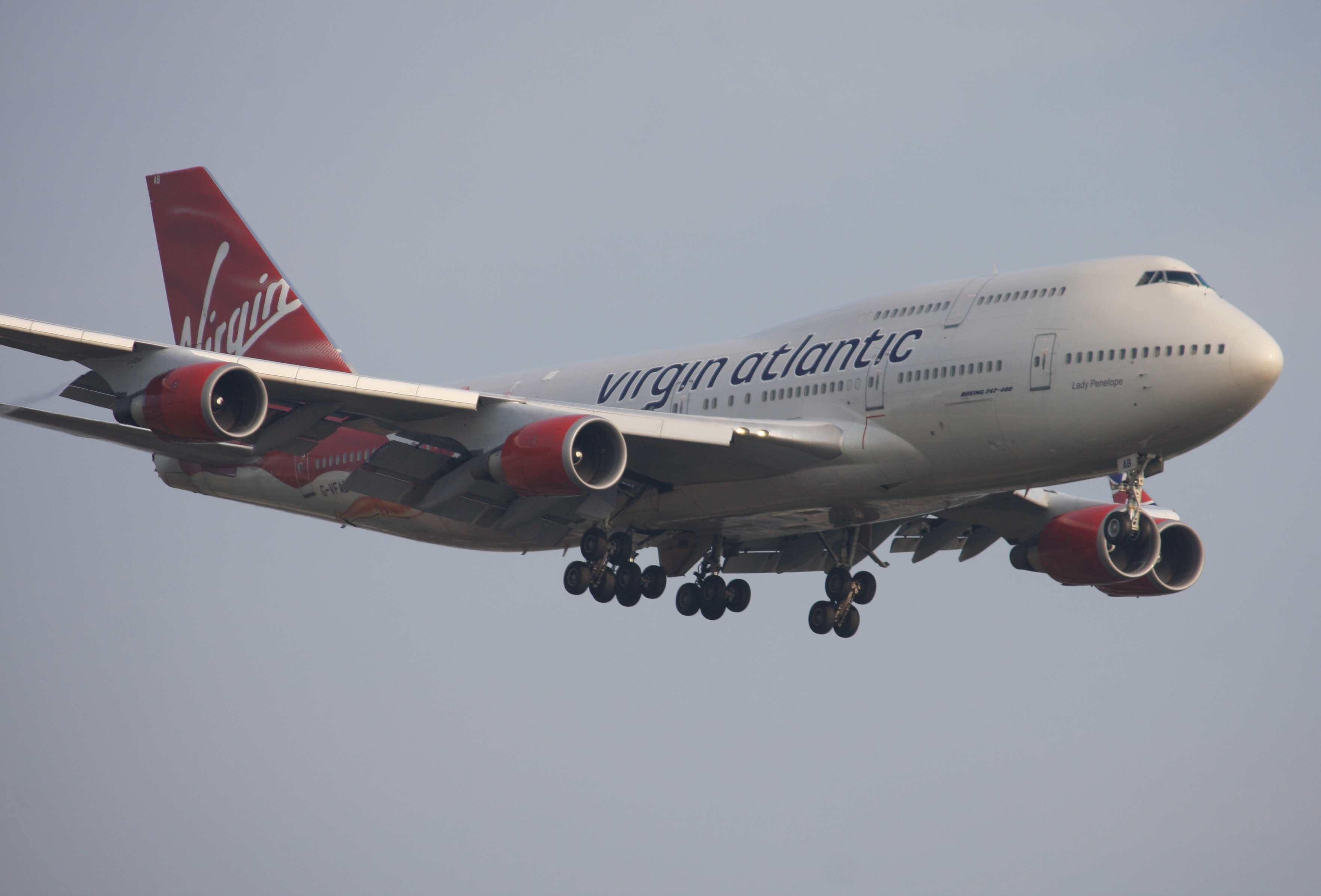
G-VFAB Boeing 747-4Q8 (cn 24958 1028) Lady Penelope Virgin Atlantic Airways

- 1994 benannte die Fluggesellschaft Virgin Atlantic Airways eine ihrer Boeings nach Lady Penelope.

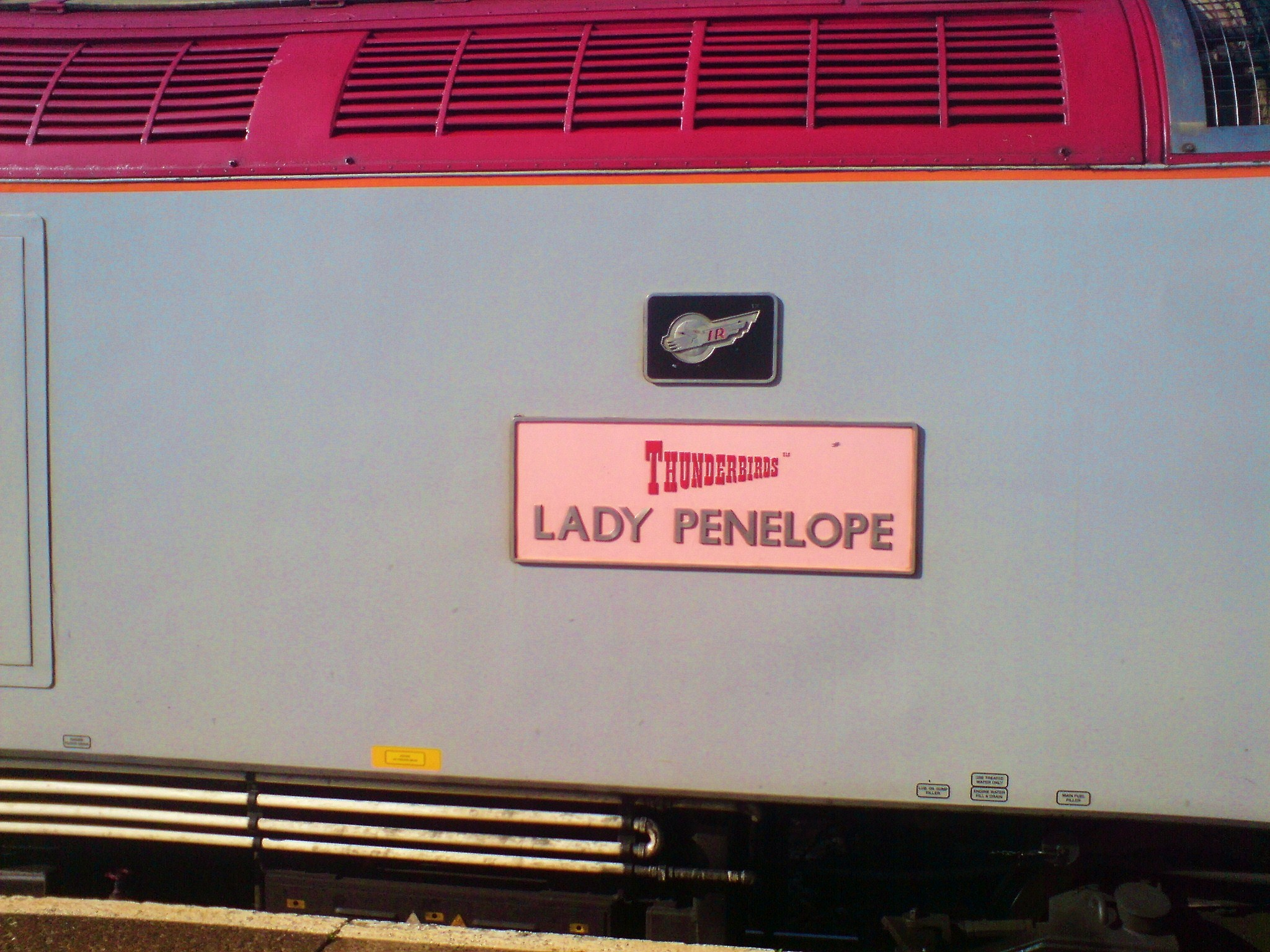
Namensschild der Lady Penelope genannten Lokomotive von Virgin Trains

- 2005 benannte die Eisenbahngesellschaft Virgin Trains eine ihrer Lokomotiven nach Lady Penelope.
- 2014 führte Lady Penelope als Moderatorin durch den Dokumentarfilm Filmed in Supermarionation.